# Wendell Howes Meade
Wendell Howes Meade, född 18 januari 1912 i Paintsville i Kentucky, död 2 juni 1986 i Lexington i Kentucky, var en amerikansk politiker (republikan). Han var ledamot av USA:s representanthus 1947–1949.
Meade deltog i andra världskriget i USA:s flotta.
Meade efterträdde 1947 Andrew J. May som kongressledamot och efterträddes 1949 av Carl D. Perkins.